# Heinrich Anton de Bary
Heinrich Anton de Bary (Frankfurt, 26 de gener de 1831 - 19 de gener de 1888) va ser un cirurgià, botànic, microbiòleg i micòleg alemany. Fou també membre de la Royal Society.
Es considera el fundador de la fitopatologia i de la moderna micologia. Va ser molt important la seva contribució a l'estudi de les algues i les plantes superiors.
Estudià medicina a la Universitat de Heidelberg i després a la de Marburg i de Berlín al mateix temps que estudiava les plantes. La seva dissertació en doctorar-se en medicina va ser sobre la reproducció de les plantes: "De plantarum generatione sexuali". Gairebé sempre es dedicà professionalment a la botànica.
Amb Hugo von Mohl, cofundà la revista botànica pionera anomenada Botanische Zeitung. Després de la Guerra Franco-Prussiana va ser elegit rector de la Universitat d'Estrasburg on continuà dedicat a la botànica.

## Malalties de les plantes i els fongs
Quan De Bary va començar l'estudi dels fongs es considerava que aquests sorgien per generació espontània. De Bary estudià el mildiu de la patatera (Phytopthora infestans) que tants danys havia ocasionat en aquella època (per exemple la fam d'Irlanda) i va estudiar-ne el cicle vital. De Bary va concloure que els ordres de fongs Uredinales i Ustilaginales eren paràsits.
De Bary va ser el primer a demostrar la sexualitat en els fongs.

### Peronosporeae
De Bary va passar 15 anys estudiant els fongs de la família Peronosporeae, particularment l'espècie Pytopthera infestans (abans anomenada Peronospora infestans) i Cystopus paràsits de les patateres. Va comprovar com els micelis dels fongs sobrevivien a l'hivern i va concloure que els fongs no es reproduïen per generació espontània.

### Puccinia graminis (rovell del blat)
Va estudiar el rovell patogen del blat Puccinia graminis, així com d'altres cereals, i va observar com produïa espores vermelles durant l'estiu (urediospores) i espores fosques a l'hivern (teleutospores). També va inocular les teleutospores a la planta hoste intermediari del fong Berberis vulgaris on germinaren.

### Líquens
De Bary, de l'estudi de l'associació dels fongs i algues en els líquens, encunyà la paraula simbiosi (en la seva monografia "Die Erscheinung der Symbiose" 1879).